# 廣野由美子
廣野 由美子（ひろの ゆみこ、1958年6月5日 - ）は、日本の英文学者・著作家。専門は19世紀イギリス小説。京都大学国際高等教育院 副教育院長、京都大学名誉教授。

## 略歴
大阪府生まれ。旧姓は浅間。1977年大阪府立茨木高等学校卒業。1982年京都大学文学部独文学専攻を卒業。のちに英文学に転向し、1991年神戸大学大学院文化学研究科英文学専攻博士課程単位取得退学。1994年、博士（学術）。
1996年、博士論文『十九世紀イギリス小説の技法』（英宝社）を刊行、第4回福原賞受賞。1994年山口大学教育学部助教授、2000年京都大学総合人間学部助教授、2003年京都大学大学院人間・環境学研究科助教授、2008年教授。2024年3月、京都大学大学院人間・環境学研究科定年退職後、同年4月より京都大学国際高等教育院 副教育院長（特定教授）、京都大学名誉教授。英文学、イギリス小説専攻。2016年～2019年、文部科学省科学官。2022年～、日本ジョージ・エリオット協会会長。

## 著書

### 単著
- 『十九世紀イギリス小説の技法』英宝社 1996
- 『「嵐が丘」の謎を解く』創元社 2001
- 『批評理論入門－「フランケンシュタイン」解剖講義』中公新書 2005
- 『視線は人を殺すか－小説論11講』ミネルヴァ書房 2008
- 『ミステリーの人間学－英国古典探偵小説を読む』岩波新書 2009
- 『一人称小説とは何か－異界の「私」の物語』ミネルヴァ書房 2011
- 『謎解き「嵐が丘」』松籟社 2015
- 『深読みジェイン・オースティン－恋愛心理を解剖する』NHKブックス 2017
- 『小説読解入門－『ミドルマーチ』教養講義』中公新書 2021
- 『シンデレラはどこへ行ったのか－少女小説と『ジェイン・エア』』岩波新書 2023

放送テキスト
- 『100分de名著 メアリ・シェリー フランケンシュタイン』[3]NHK出版 2015年1月、ISBN 	978-4-14-223047-1
- 『100分de名著 ジェイン・オースティン 高慢と偏見』[4] NHK出版 2017年6月、ISBN 	978-4-14-223076-1
- 『100分de名著 シャーロック・ホームズ スペシャル』[5] NHK出版 2023年8月、ISBN 978-4-14-223155-3

### 共著
- 『ヴィクトリア朝の小説ー女性と結婚』内田能嗣編、英宝社 1999
- 『ジョージ・エリオットの時空－小説の再評価』海老根宏・内田能嗣編、北星堂 2000
- 『ギャスケル小説の旅』朝日千尺編、鳳書房 2002
- 『越境する演劇』田中雅男・飯沼万里子編、英宝社 2004
- 『ブロンテ姉妹を学ぶ人のために』中岡洋・内田能嗣編、世界思想社 2005
- 『ギッシングを通して見る後期ヴィクトリア朝の社会と文化』松岡光治編、渓水社 2007
- 『トマス・ハーディ全貌』日本ハーディ協会編、音羽書房鶴見書店 2007
- 『ディケンズ鑑賞大事典』西條隆雄・他編、南雲堂 2007
- 『ジェイン・オースティンを学ぶ人のために』内田能嗣・塩谷清人編、世界思想社 2007
- 『エリザベス・ギャスケルとイギリス文学の伝統』日本ギャスケル協会編、大阪教育図書 2010
- Dickens in Japan: Bicentenary Essays, Edited by Eiichi Hara et. al. 大阪教育図書 2013
- 『ブロンテ姉妹と15人の男たちの肖像』岩上はる子・惣谷美智子編、ミネルヴァ書房 2015
- 『言葉という謎－英米文学・文化のアポリア』御輿哲也・他編、大阪教育図書 2017
- 『フランケンシュタインの世紀』日本シェリー研究センター編、大阪教育図書 2019
- 『変容するシェイクスピア－ラム姉弟から黒澤明まで』桑山智成、筑摩選書 2023

## 翻訳
- ジェフリー・N・リーチ、マイケル・H・ショート『小説の文体－英米小説への言語学的アプローチ』（共訳）筧壽雄監修、研究社 2003
- ジュリエット・バーカー『ブロンテ家の人々』（共訳）中岡洋・内田能嗣監訳、彩流社 2006
- エリザベス・ギャスケル『ギャスケル全集・別巻 I（短編・ノンフィクション）』（共訳）日本ギャスケル協会監訳、大阪教育図書 2008
- マリアン・トールマレン編『歴史のなかのブロンテ』（共監訳）大阪教育図書 2016
- ティム・ドリン『ジョージ・エリオット 時代のなかの作家たち 5』彩流社 2013
- ジョージ・エリオット『ミドルマーチ』（全4巻）光文社古典新訳文庫 2019.1 - 2021.3
- ジェイン・オースティン『説得』光文社古典新訳文庫 2024.4

## テレビ出演
- 100分de名著「メアリ・シェリー　フランケンシュタイン」[6]Eテレ、2015年2月期、ゲスト講師
- 100分de名著「ジェイン・オースティン　高慢と偏見」[7]Eテレ、2017年7月期、ゲスト講師
- 100分de名著「シャーロック・ホームズ・スペシャル」[8]Eテレ、2023年9月期、ゲスト講師